# Phalaenostola larentioides
Phalaenostola larentioides là một loài bướm đêm thuộc họ Noctuidae. Nó được tìm thấy ở New Brunswick và Wisconsin tới Maine, phía nam đến Florida và Texas, phía tây đến Ontario.
Sải cánh dài 17–24 mm. Con trưởng thành bay từ tháng 5 đến tháng 9. There seem to be two hoặc more generations per year.
Ấu trùng ăn cỏ chết, rác lá.

## Hình ảnh

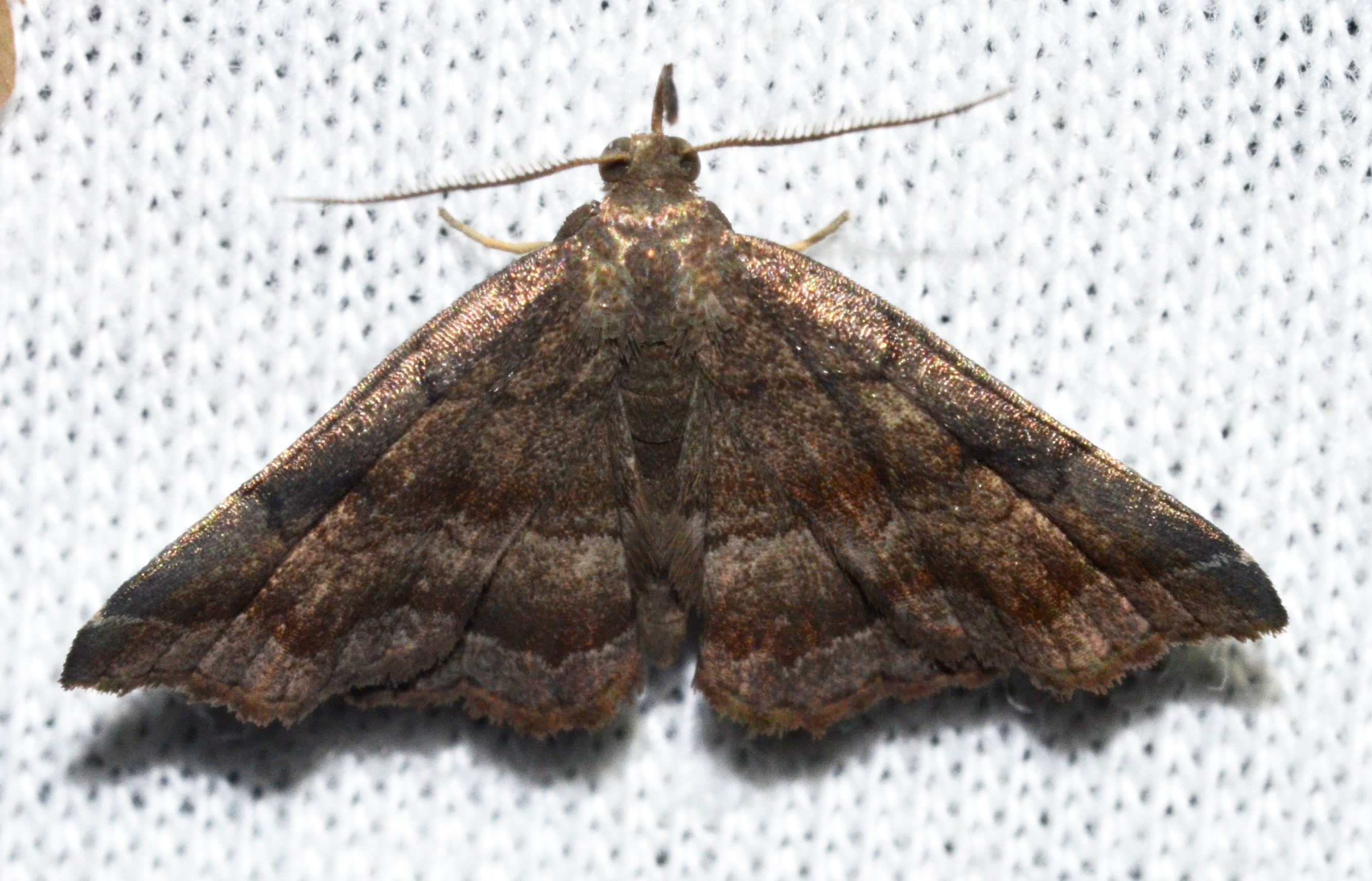
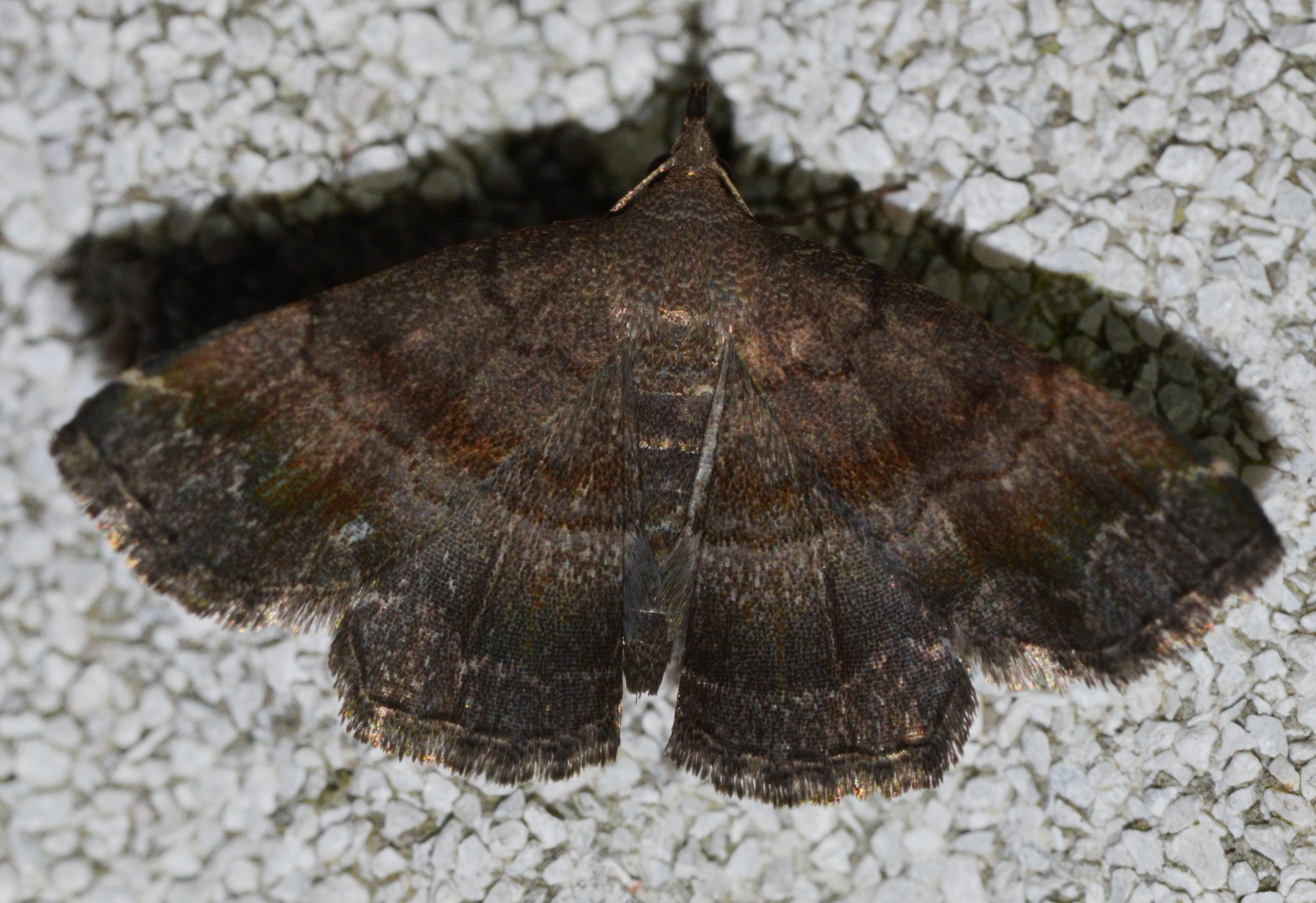